# Troon
Troon ist eine Hafenstadt in South Ayrshire, Schottland mit 14.752 Einwohnern. Sie liegt etwa 50 Kilometer südwestlich von Glasgow und markiert den südlichen Abschluss der Irvine Bay.

## Geschichte
Der Name der Stadt stammt von einem piktischen oder britannischen Wort (ähnlich dem walisischen trwyn) ab, später wandelte er sich möglicherweise zum schottisch-gälischen An t-Sròn. Der Hinweis auf letzteren Namen findet sich jedoch erst seit 1932 in der Literatur. In beiden Sprachen bedeutet das „Vorsprung“ oder „Nase“ und bezeichnet das Kap am Firth of Clyde, an dem der heutige Hafen liegt. Überliefert ist jedoch nur die gälische Namensform An Truthail.
Im späten 14. Jahrhundert wurde in der Nähe Dundonald Castle als Residenz von Robert II. erbaut, nachdem Vorläuferbauten zerstört worden waren. Der Platz ist aber bereits seit dem 5. Jahrhundert besiedelt. Über den Ursprung der Siedlung ist wenig bekannt. 1344 wurde sie erwähnt, 1707 wurde sie zum Freihafen, der vom Herzog von Portland ausgebaut wurde. Bis um 1800 bestand sie lediglich aus einer Ansammlung von kleinen Häusern. 1812 wurde hier die erste von Pferden gezogene Schienenbahn Schottlands zum Abtransport der Kohle von den Gruben der Herzogs in Kilmarnock zum Hafen errichtet.
Infolge der Schaffung des Eisenbahnanschlusses nach Irvine und Glasgow begann die Stadt Ende des 19. Jahrhunderts stark zu wachsen. Eine Werft (1885), ein Schiffsabbruchbetrieb und eine Eisenbahnreparaturwerk sowie ein Betrieb zur Salzgewinnung wurden hier errichtet. Von hier startete 1902 auch die Scottish National Antarctic Expedition. Seit den 1960er Jahren ging die Industrie unter, der Hafenbetrieb blieb aber erhalten. 1988 endete auch der Schiffbau, im Jahr 2000 wurde die Ailsa Shipbuilding Company als Gesellschaft liquidiert. Troon ist heute Fischereihafen. Die Arbeitslosigkeit beträgt mehr als 20 Prozent.

## Sonstiges
Der berühmte Royal Troon Golf Club wurde 1878 eröffnet. Dort wird seit 1923 die Open Championship abgehalten, durch die Umsätze von jährlich 100 Millionen britischen Pfund erzielt werden.

## Persönlichkeiten
- Elidh MacQueen (* 1986), Schauspielerin, Stuntfrau und Model

## Städtepartnerschaft
- Villeneuve-sur-Lot, Frankreich